# Hanoi Kitchen
Hanoi Kitchen (tạm dịch: Bếp Hà Nội) là một nhà hàng Việt Nam có địa chỉ tại Portland, Oregon.

## Miêu tả

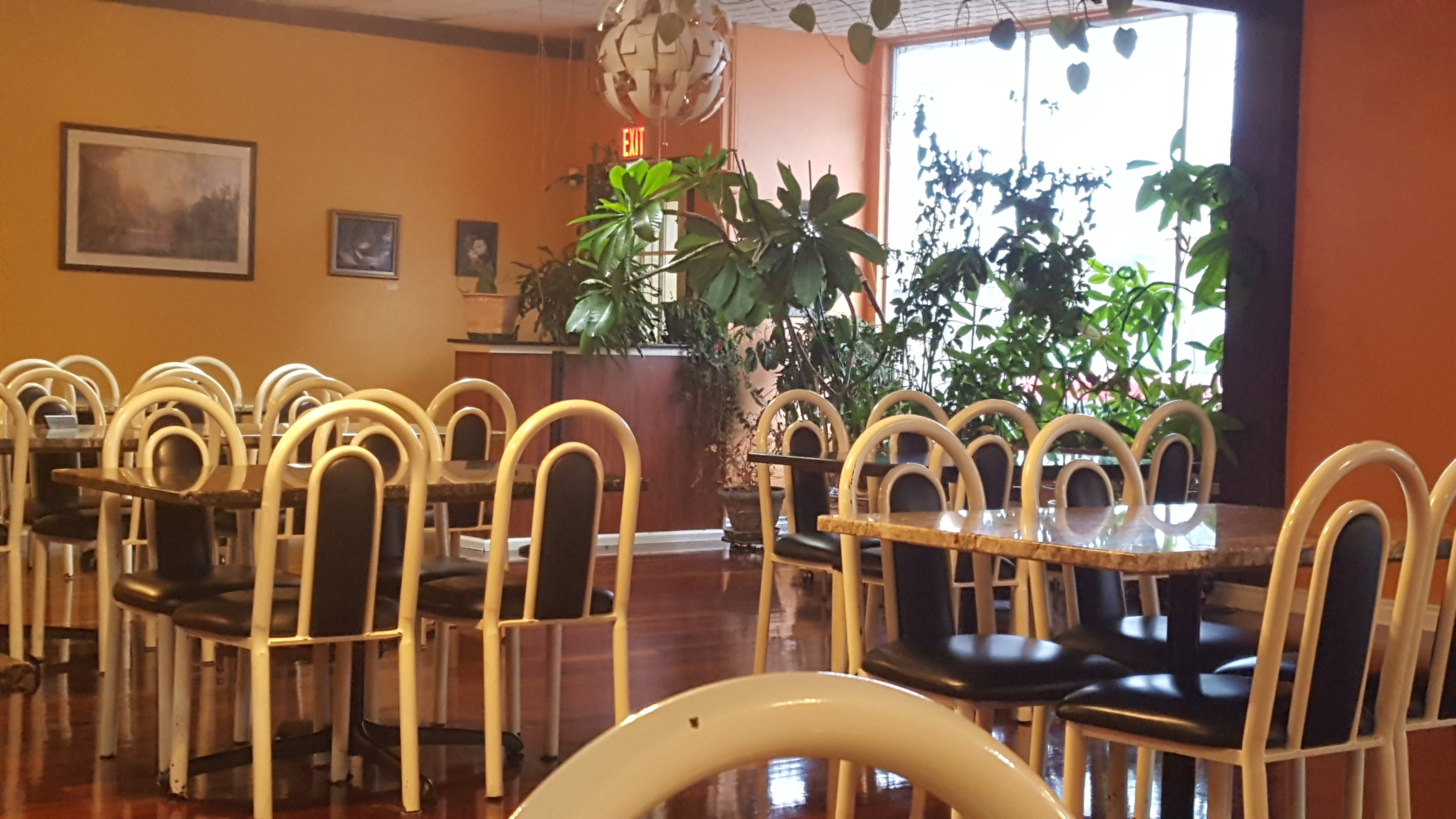
Bài trí nội thất nhà hàng năm 2022

Hanoi Kitchen là một nhà hàng thuộc loại hình gia đình làm chủ tại ngã tư phố Glisan và thông lộ 79, ở phía đông bắc Portland, một phần của khu dân cư Montavilla. Thực đơn của nhà hàng gồm có sả xào, canh củ sen, bánh ướt đàu hũ, phở chay nhân sâm, đậu phụ và rau củ. Các món nước khác bao gồm bún riêu cua và bún ốc. Hanoi Kitchen cũng sử dụng nước mắm chay.
Theo miêu tả của tờ Portland Mercury, món mì dê tiềm là "một món mì trứng với nước dùng thịt đậm đà có mùi thơm nhẹ của củ khởi và táo tàu. Trên cùng của tô mì vàng là những miếng thịt dê om chín, những viên đậu phụ và những miếng tàu hũ ky nhăn nheo, nấm đông cô, cải ngọt và khoai môn, ăn kèm theo một ít ngò rí ở trên. Món ăn này được mang ra cùng với một miếng chanh và một bát nước chấm đậu phụ lên men; thứ quái dị này thật khủng khiếp, có hình thù sệt sệt và vị ngọt thịt ghê rợn như đất, rồi thêm luôn một tí ớt".
Món khai vị của nhà hàng được phục vụ từ húng quế, rau mùi, tía tô và các loại rau thơm khác. Alex Frane và Nathan Williams của Eater Portland đã mô tả Hanoi Kitchen là "một nơi tuyệt vời, mang lại cảm giác êm dịu với sàn gỗ bóng và trần gạch". Biên tập viên Ben Waterhouse của tờ The Oregonian đã mô tả nhà hàng là "một nơi rộng lớn, dễ chịu được trang trí bằng câu trong nhà, đèn chùm với các bức chân dung và phong cảnh do một bác sĩ địa phương vẽ".

## Lịch sử
Tính đến năm 2021, Kim Nguyen là chủ của nhà hàng Hanoi Kitchen. Hanoi Kitchen và một số doanh nghiệp thuộc sở hữu của người châu Á khác ở Đông Portland bị phá hoại vào tháng 1 năm 2021. Vào tháng 3 năm 2022, Frane và Williams cho biết, "Việc mở cửa trở lại gần đây của Hanoi Kitchen để phục vụ ăn uống sau một thời gian dài đóng cửa do đại dịch và bị phá hoại là một lý do đáng khen ngợi."

## Tiếp nhận

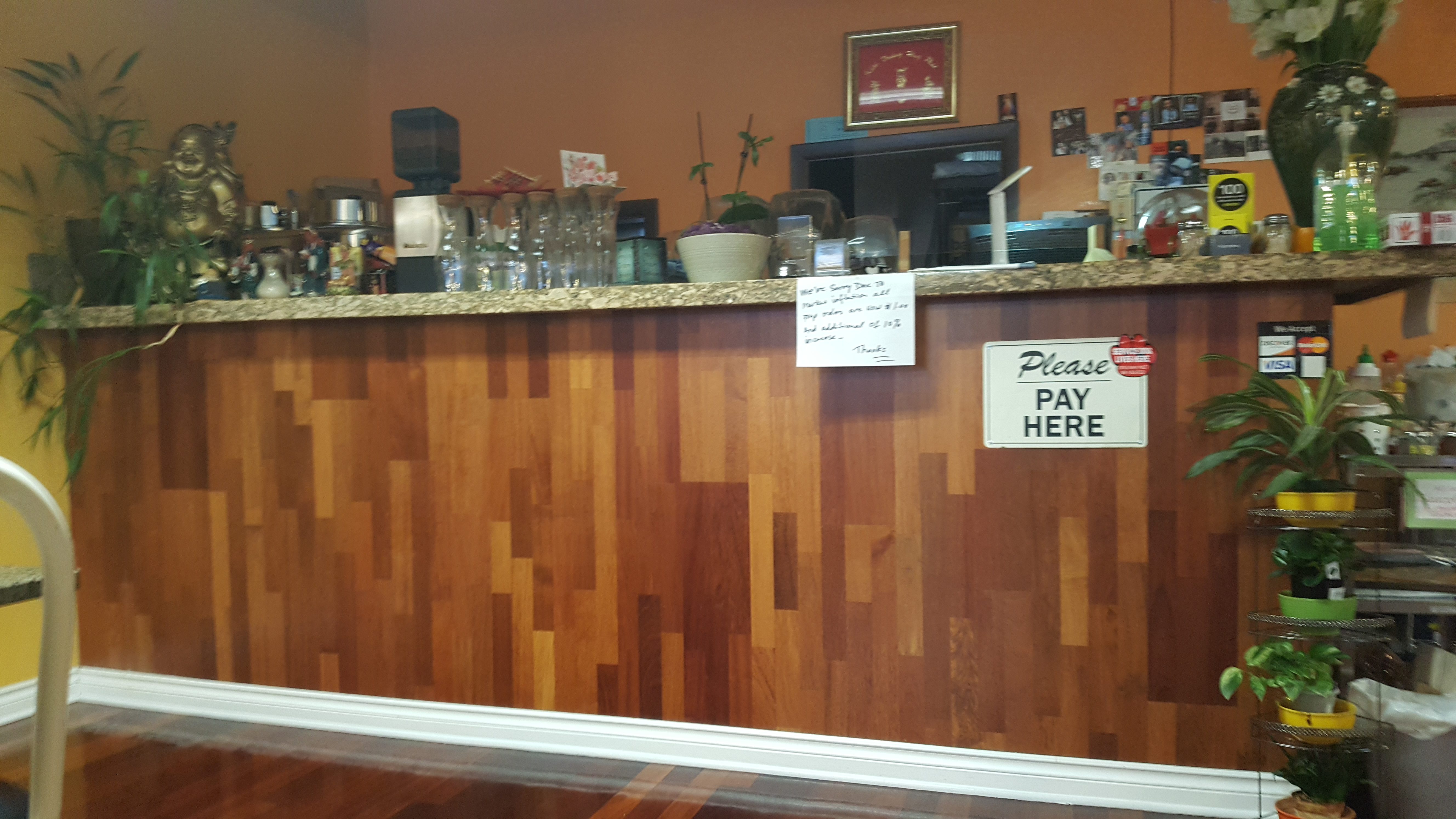
Quầy thu ngân

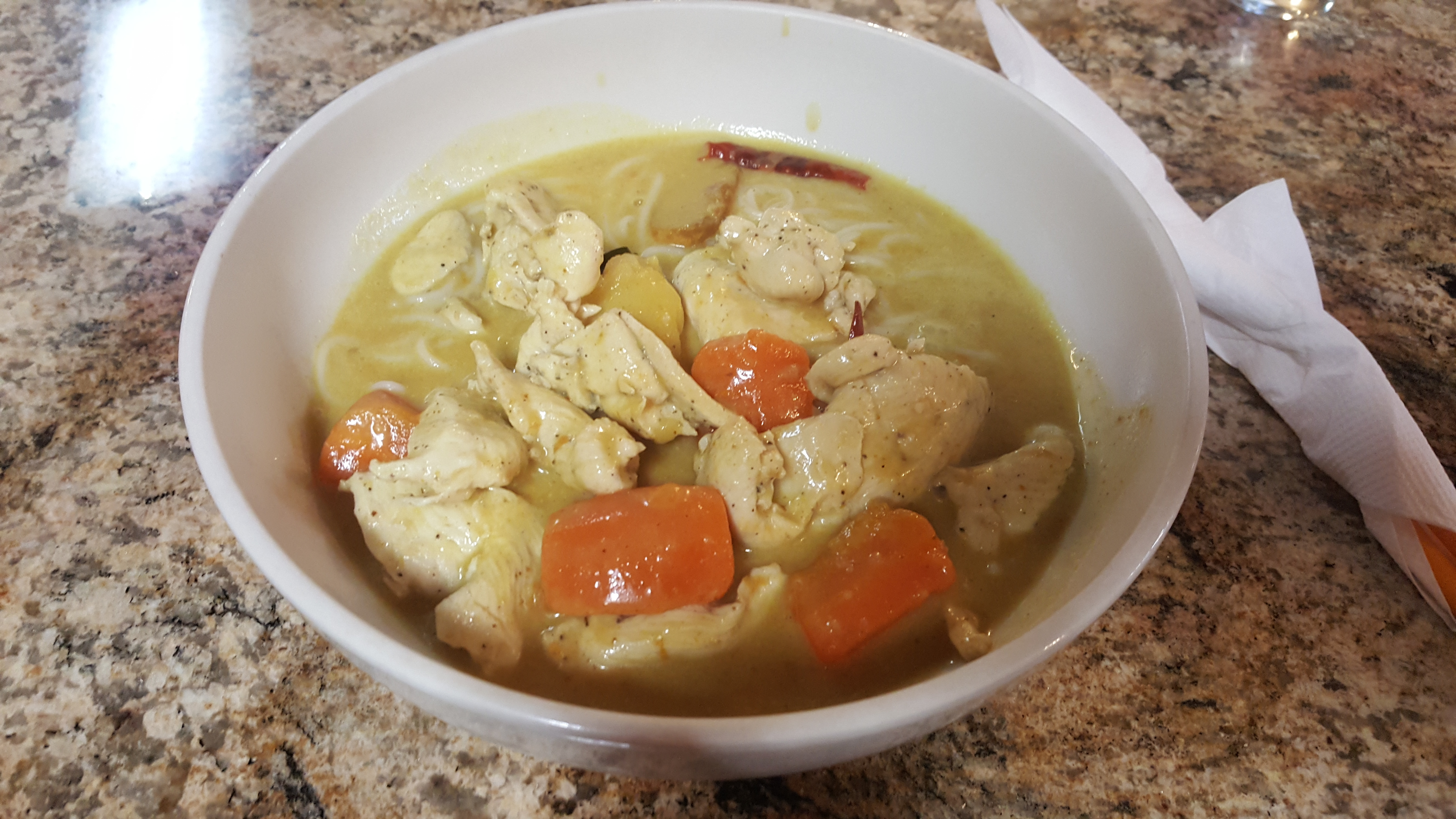
Bún cơm cà ri gà (bao gồm mì, thịt gà, khoai tây, cà rốt, hành, cà ri vàng)

Vào năm 2015, Ben Waterhouse của tờ Oregonian đã ưu ái món bánh cuốn và nói rằng "trà miễn phí đi kèm ngon hơn hầu hết". Ông giới thiệu món bún riêu chả cá chân giò và bánh cam để tráng miệng. Hanoi Kitchen đã được đưa vào danh sách "50 nhà hàng đa văn hóa và xe bán đồ ăn ngon nhất tại Portland" năm 2019 của Portland Mercury. Tờ báo này cho biết:
Yêu thích món ăn Việt Nam nhưng lại thòm thèm trải nghiệm những món ăn khác ngoài những món quen thuộc như bánh mì và phở? Hãy nhanh chóng đến Hanoi Kitchen và tìm hiểu thực đơn công phu của nhà hàng này tại Đông Bắc Portland. Tôi thích nhất là tô bún của họ với rau tươi, tôm, thịt heo sả, chả tôm trên xiên mía, và nước sốt nhẹ với một chút gia vị. Bạn thích ăn món trên đĩa hơn? Hãy thử món chả cốm Hà Nội đặc biệt, một món ăn kết hợp giữa xôi với thịt lợn, trứng nướng, bì lợn xé nhỏ, tôm và rau tươi. Điều đặc biệt nhất là gì? Những người phục vụ của Hanoi Kitchen rất mong muốn chỉ cho những thực khách chưa từng được trải nghiệm một cách ăn tốt nhất để pha trộn và thưởng thức các món.

Waz Wu đã đưa Hanoi Kitchen vào danh sách "Phở chay an ủi nhất ở Portland" năm 2021 của Eater Portland. Wu cho biết món phở thuần chay là "món ăn nổi tiếng của những người ăn chay và ăn chay quanh năm". Bài viết của Nick Woo và Krista Garcia trên trang web này đã đưa doanh nghiệp này vào danh sách "Các nhà hàng và xe bán đồ ăn Việt Nam gây ấn tượng ở Portland" năm 2021. Alex Frane và Nathan Williams đã đưa Hanoi Kitchen vào danh sách tổng quan các quán ăn được đề xuất ở Montavilla năm 2022, trong đó họ mô tả nhà hàng này là "một nhà hàng Việt Nam nổi bật trong một thị trấn đầy rẫy những quán ăn tương tự".